# Plumieux (Plumieux)
Plumieux (Aussprache [plymiø], bretonisch: Pluvaeg) ist eine ehemalige französische Gemeinde mit 1.021 Einwohnern (Stand: 1. Januar 2022) im Département Côtes-d’Armor in der Region Bretagne. Sie gehörte zum Arrondissement Saint-Brieuc. Die Bewohner werden Plumetais und Plumetaises genannt.
Der Erlass des Präfekten vom 4. September 2024 legte mit Wirkung zum 1. Januar 2025 die Eingliederung von Plumieux als Commune déléguée zusammen mit den früheren Gemeinden Coëtlogon und Le Cambout zur gleichnamigen Commune nouvelle Plumieux fest.

## Geografie

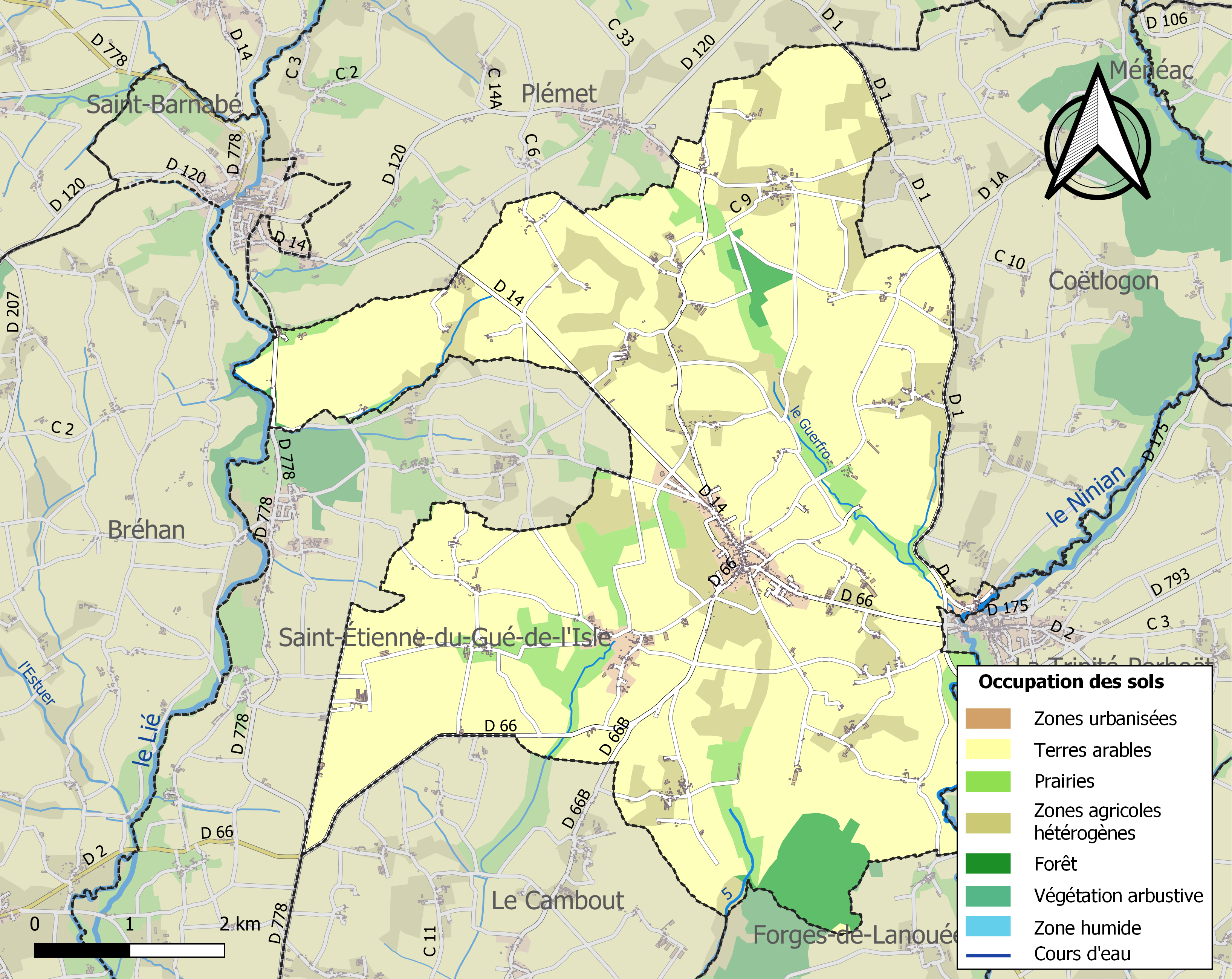
Bodennutzung, Hydrografie und Infrastruktur von Plumieux (2018)

Plumieux liegt etwa 48 Kilometer südsüdöstlich von Saint-Brieuc und etwa 67 Kilometer westlich von Rennes. Der Ort befindet sich in der Haute-Bretagne an der Grenze zum benachbarten Département Morbihan. Das Ortsgebiet wird vom Lié, vom Ruisseau de Durbœuf, vom Guerfro, vom Ninian und verschiedenen kleineren Wasserläufen entwässert. Das Zentrum liegt auf einer Höhe von etwa 130 m. Das Relief des Gebiets ist leicht hügelig mit einer maximalen Erhebung von 174 m im Nordwesten und minimal 66 m im Lié-Tal im Westen.
Teile des Gebiets von Plumieux gehören zu den ZNIEFF-Naturzonen „Forêts de Lanouée“ (530006826) und „Lande de Caler / La Ville au Cerne“ (530020085). Rund 94 % der Fläche von Plumieux werden landwirtschaftlich genutzt, hauptsächlich als Kulturboden, rund 3 % sind bewaldet, rund 3 % entfallen auf bebaute Flächen (Stand: 2018).
Umgeben wird Plumieux von den sieben Nachbargemeinden und den beiden Communes déléguées:
| La Chèze                       | Plémet                                                     | Coëtlogon (Commune déléguée)  |
| Bréhan (Morbihan)              | Kompassrose, die auf Nachbargemeinden zeigt                | La Trinité-Porhoët (Morbihan) |
| Saint-Étienne-du-Gué-de-l’Isle | Le Cambout (Commune déléguée) Forges de Lanouée (Morbihan) | Mohon (Morbihan)              |

## Toponymie und Geschichte
Plumieux wurde um 540 von einer Gruppe britischer Männer unter der Führung des heiligen Mioc, einem Gefolgsmann des heiligen Méen, gegründet. Der Name Plumieux kommt vom bretonischen „Plou“ (Gemeinde) und „Mioc“ (oder „Maeoc“ oder „Meoc“), dem Namen des heiligen Gründers, und wurde im Laufe der Zeit geändert. Zu finden sind die folgenden Bezeichnungen: „Plumiuc“ (1066–1082), „Par. de Plemieuc“ (um 1200), „Plumyeuc“ (um 1278), „Peumout“, „Pleumieuc“ (um 1284), „Plimiouc“ (um 1286), „Plemiout“ (um 1321), „Plemieuc“ (um 1330), „Plumieuc“ (um 1427 und um 1507).
Die „Villa de Kermoil in Plumiuc“ wurde um 1075 im Kopialbuch der Abtei von Redon im Rahmen einer Schenkung des Vicomte von Porhoët erwähnt. Plumieux (Plemieuc) ist seit 1285 eine Pfarrgemeinde. Die Pfarrei Plumieuc wird noch 1427 im Bistum Saint-Brieuc erwähnt. Die Kapelle Saint-Etienne in der Gemeinde Plumieux wurde per Bulle vom 4. Februar 1526 als Pfarrkirche gegründet.
Im Jahre 1866 wurde ein Teil von Plumieux an die neu gegründete Gemeinde Le Cambout abgetreten, 1870 ein weiterer Teil an die neu gegründete Gemeinde Coëtlogon.

## Bevölkerungsentwicklung

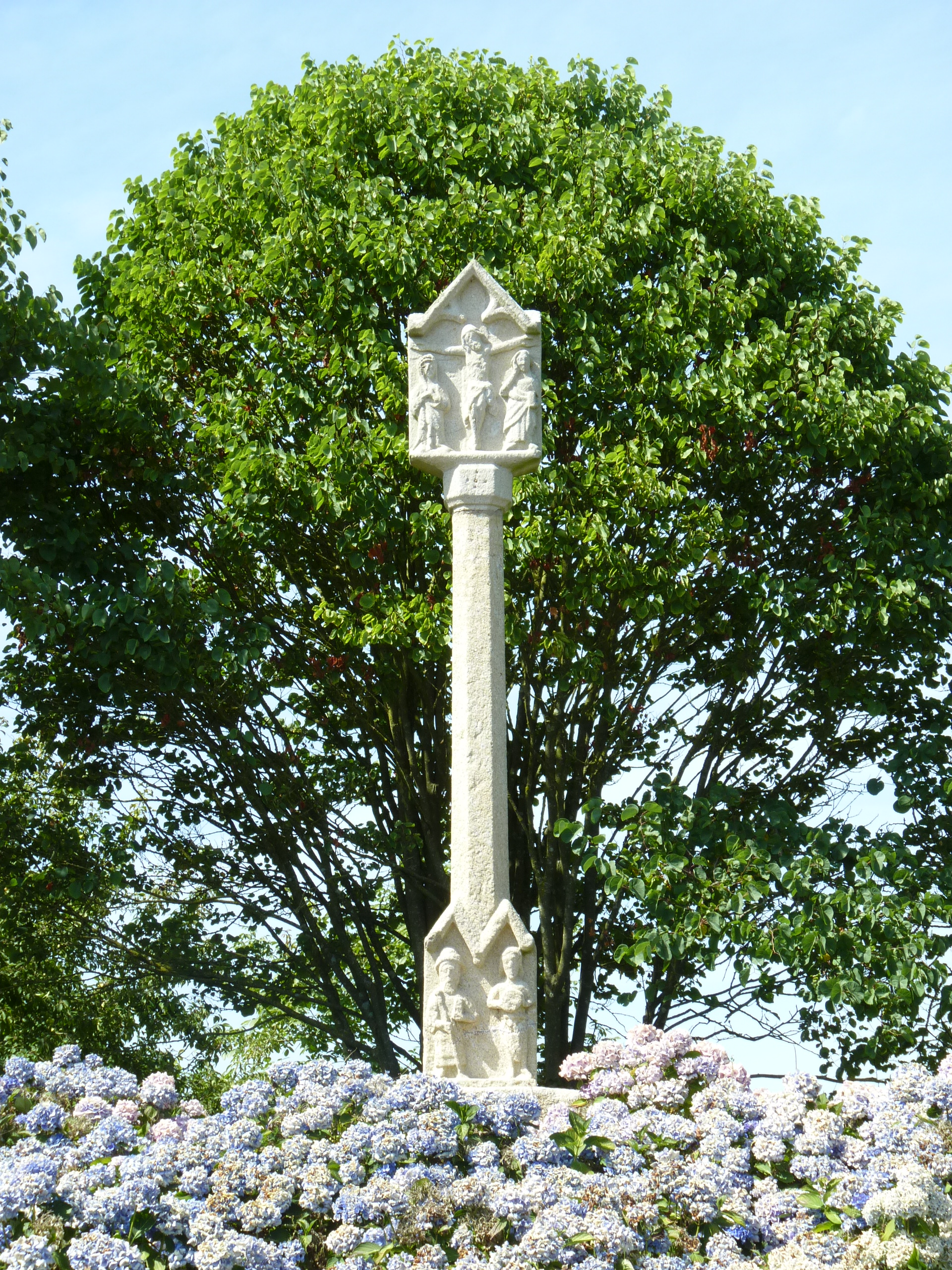
Friedhofskreuz

| Plumieux: Einwohnerzahlen von 1793 bis 2020                                                                                | Plumieux: Einwohnerzahlen von 1793 bis 2020 | Plumieux: Einwohnerzahlen von 1793 bis 2020 | Plumieux: Einwohnerzahlen von 1793 bis 2020 | Plumieux: Einwohnerzahlen von 1793 bis 2020 |
| --- | ------------------------------------------- | ------------------------------------------- | ------------------------------------------- | ------------------------------------------- |
| Jahr |                                             |                                             |                                             | Einwohner                                   |
| 1793 | 1793                                        |                                             | 3.596                                       | 3.596                                       |
| 1800 | 1800                                        |                                             | 4.155                                       | 4.155                                       |
| 1806 | 1806                                        |                                             | 3.230                                       | 3.230                                       |
| 1821 | 1821                                        |                                             | 3.277                                       | 3.277                                       |
| 1831 | 1831                                        |                                             | 3.584                                       | 3.584                                       |
| 1836 | 1836                                        |                                             | 3.464                                       | 3.464                                       |
| 1841 | 1841                                        |                                             | 3.238                                       | 3.238                                       |
| 1846 | 1846                                        |                                             | 3.310                                       | 3.310                                       |
| 1851 | 1851                                        |                                             | 3.415                                       | 3.415                                       |
| 1856 | 1856                                        |                                             | 3.236                                       | 3.236                                       |
| 1861 | 1861                                        |                                             | 3.367                                       | 3.367                                       |
| 1866 | 1866                                        |                                             | 2.353                                       | 2.353                                       |
| 1872 | 1872                                        |                                             | 1.793                                       | 1.793                                       |
| 1876 | 1876                                        |                                             | 1.550                                       | 1.550                                       |
| 1881 | 1881                                        |                                             | 1.570                                       | 1.570                                       |
| 1886 | 1886                                        |                                             | 1.703                                       | 1.703                                       |
| 1891 | 1891                                        |                                             | 1.725                                       | 1.725                                       |
| 1896 | 1896                                        |                                             | 1.826                                       | 1.826                                       |
| 1901 | 1901                                        |                                             | 1.889                                       | 1.889                                       |
| 1906 | 1906                                        |                                             | 1.782                                       | 1.782                                       |
| 1911 | 1911                                        |                                             | 1.832                                       | 1.832                                       |
| 1921 | 1921                                        |                                             | 1.801                                       | 1.801                                       |
| 1926 | 1926                                        |                                             | 1.868                                       | 1.868                                       |
| 1931 | 1931                                        |                                             | 1.816                                       | 1.816                                       |
| 1936 | 1936                                        |                                             | 1.679                                       | 1.679                                       |
| 1946 | 1946                                        |                                             | 1.516                                       | 1.516                                       |
| 1954 | 1954                                        |                                             | 1.494                                       | 1.494                                       |
| 1962 | 1962                                        |                                             | 1.493                                       | 1.493                                       |
| 1968 | 1968                                        |                                             | 1.343                                       | 1.343                                       |
| 1975 | 1975                                        |                                             | 1.236                                       | 1.236                                       |
| 1982 | 1982                                        |                                             | 1.227                                       | 1.227                                       |
| 1990 | 1990                                        |                                             | 1.178                                       | 1.178                                       |
| 1999 | 1999                                        |                                             | 1.075                                       | 1.075                                       |
| 2006 | 2006                                        |                                             | 1.083                                       | 1.083                                       |
| 2013 | 2013                                        |                                             | 1.059                                       | 1.059                                       |
| 2020 | 2020                                        |                                             | 1.028                                       | 1.028                                       |
| Quelle(n): EHESS/Cassini bis 1999, INSEE ab 2006 Anmerkung(en): Ab 1962 offizielle Zahlen ohne Einwohner mit Zweitwohnsitz |                                             |                                             |                                             |                                             |

## Sehenswürdigkeiten
- Kirche Saint-Pierre, zwischen 1873 und 1912 errichtet
- Herrenhaus im Weiler Lascoet aus dem 15./16. Jahrhundert
- Friedhofskreuz aus dem 15. Jahrhundert, seit 1964 als Monument historique klassifiziert
- Verschiedene weitere Friedhofs- und Wegekreuze